# Missing (film 2023)
Missing è un film del 2023 scritto e diretto da Nick Johnson e Will Merrick.
È uno stand-alone sequel del film Searching del 2018.

## Trama
Il film si apre con un video in riproduzione su un computer con Windows Vista. Il filmato, datato 13 Aprile 2008, mostra una piccola June Bug giocare con il padre. Verso la fine, l'utente, di cui non conosciamo l'identità, chiude la registrazione e la rinomina "Ultima gita di famiglia" per poi spostarla in una cartella d'archivio intitolata: "Per June". Nel mentre, dal contenuto di una cartella, possiamo notare vari file relativi alla morte del padre, deceduto a causa di un tumore al cervello. Tuttavia, seguono una serie di telefonate registrate, nelle quali delle persone adulte fanno le condoglianze. Infine, l'utente elimina i propri account da Internet.  
Durante dei brevi intervalli di nero, vediamo la polizia su una scena del crimine: scopriamo che si tratta de "La scomparsa di Margot Kim", un episodio di "Unfiction", serie Netflix che l'adolescente June Bug stava guardando sul suo computer Mac. La madre, Grace, la contatta in videochiamata su FaceTime: sta per partire in vacanza per la Colombia con Kevin, il suo nuovo fidanzato, per una settimana; perciò dice a June che si prenderà cura di lei l'amica Heater, avvocato divorzista, che esprime una certa gelosia per la relazione della coppia. June si arrabbia e rifiuta insistentemente che Heater si prenda cura di lei, dicendo che non ne ha necessità visto che ha 18 anni.

## Produzione
Nel 2019, è stato annunciato che un sequel standalone del film Searching  era in fase di sviluppo. A novembre 2020, la produzione del film è stata posticipata a causa della pandemia di COVID-19. Nel gennaio 2021, è stato annunciato che Will Merrick e Nick Johnson avrebbero scritto e diretto il film. Nei mesi successivi, Storm Reid e Nia Long sono entrate a far parte del cast. Nel settembre 2022, è stato rivelato il titolo del film, Missing.

## Distribuzione
Missing è stato presentato in anteprima al Sundance Film Festival 2023 il 19 gennaio 2023 ed è stato distribuito nelle sale degli Stati Uniti il giorno seguente, il 20 gennaio. Nelle sale italiane è uscito il 9 marzo.

## Accoglienza
Sull'aggregatore di recensioni Rotten Tomatoes registra un indice di gradimento del 87%, con un voto medio di 6.80 su 10 basato su 139 recensioni.
Il film ha ottenuto un ottimo successo commerciale, pur senza replicare gli incassi di Searching. A fronte di un budget di 7 milioni di dollari al botteghino ha incassato 48 milioni.